# Urou-et-Crennes
Urou-et-Crennes ist eine Ortschaft und eine ehemalige französische Gemeinde mit 734 Einwohnern (Stand: 1. Januar 2022) im Département Orne in der Region Normandie. Sie gehörte zum Arrondissement Argentan und zum Kanton Argentan-2.
Mit Wirkung vom 1. Januar 2017 wurden die bisherigen Gemeinden Silly-en-Gouffern, Aubry-en-Exmes, Avernes-sous-Exmes, Le Bourg-Saint-Léonard, Chambois, La Cochère, Courménil, Fel, Omméel, Saint-Pierre-la-Rivière, Exmes, Survie, Urou-et-Crennes, Villebadin zu einer Commune nouvelle mit dem Namen Gouffern en Auge zusammengeschlossen und haben in der neuen Gemeinde den Status einer Commune déléguée. Der Verwaltungssitz befindet sich im Ort Silly-en-Gouffern.

## Lage
Nachbarorte von Urou-et-Crennes sind Sévigny im Nordwesten, Silly-en-Gouffern im Nordosten, Sai im Südosten und Argentan im Südwesten.

## Bevölkerungsentwicklung
| Jahr      | 1962 | 1968 | 1975 | 1982 | 1990 | 1999 | 2008 | 2015 |
| --------- | ---- | ---- | ---- | ---- | ---- | ---- | ---- | ---- |
| Einwohner | 353  | 353  | 448  | 659  | 799  | 662  | 733  | 747  |

## Sehenswürdigkeiten
- Pferderennbahn von Argentan
- Kirche Notre-Dame-de-la-Nativité in Urou
- Kirche Notre-Dame-des-Douleurs in Crennes

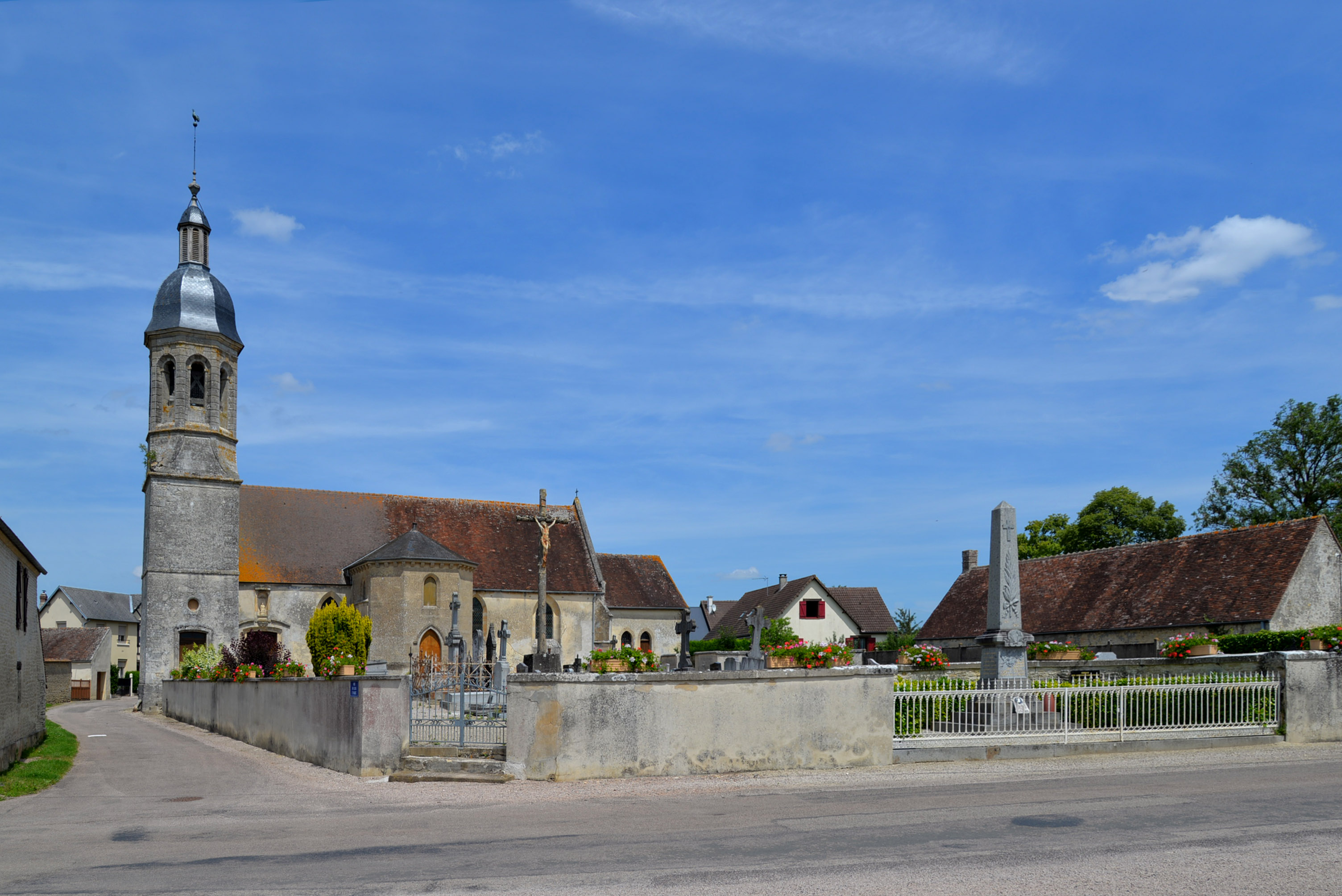
Kirche Notre-Dame-de-la-Nativité
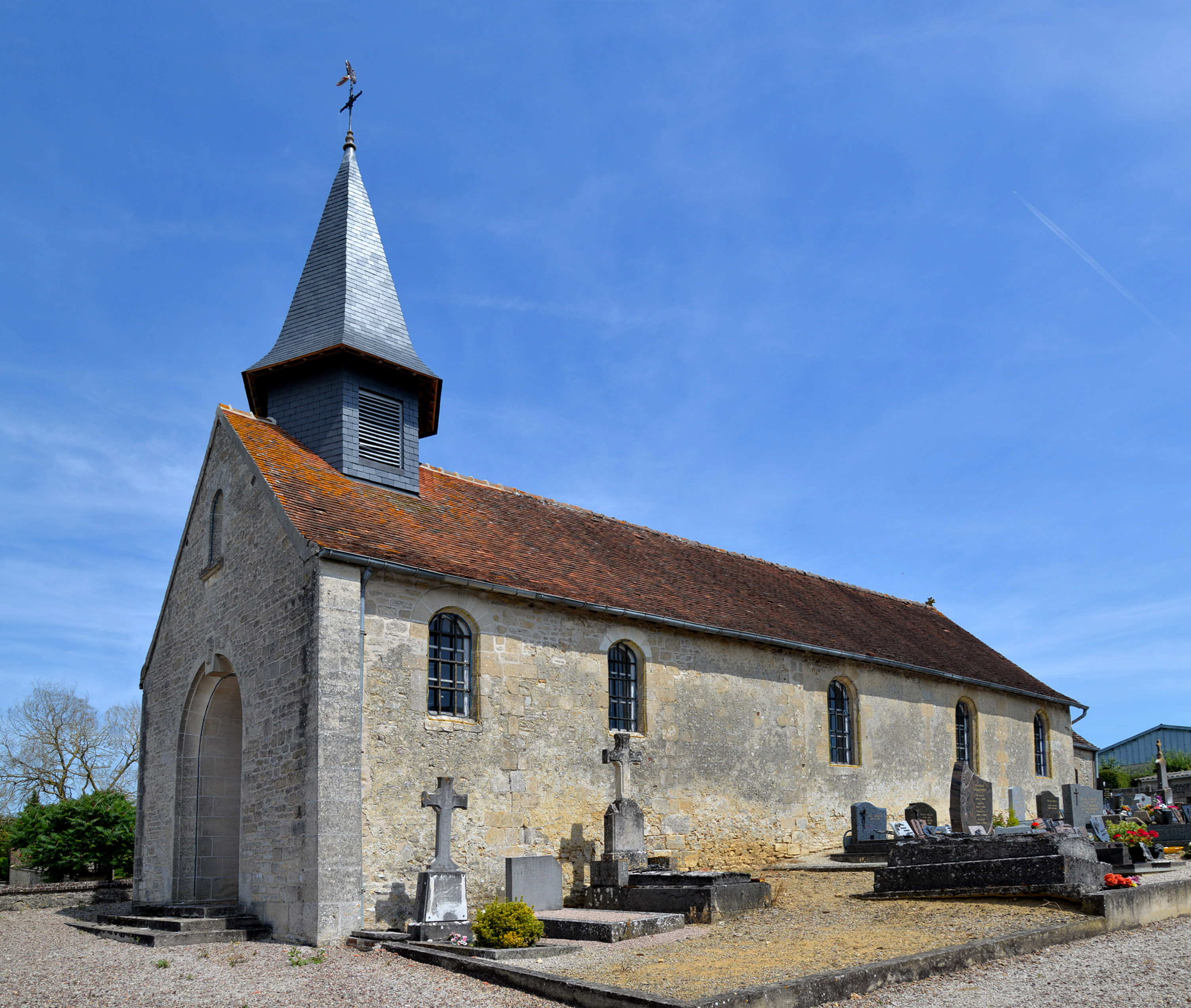
Kirche Notre-Dame-des-Douleurs